# Berdeniella zwicki
Berdeniella zwicki és una espècie d'insecte dípter pertanyent a la família dels psicòdids que es troba a Europa: Itàlia.